# Taxichauffeur Bänz
Taxichauffeur Bänz ist ein Schweizer Tonfilm, den Werner Düggelin und Hermann Haller 1957 für die Zürcher Praesens-Film nach einem Drehbuch von  Schaggi Streuli und Werner Wollenberger realisierten. Der Volksschauspieler und Bühnenschriftsteller Schaggi Streuli spielte auch die Titelrolle. Neben ihm ist der junge Maximilian Schell zu sehen, der damals am Anfang seiner Karriere stand.

## Handlung
Witwer Oskar Bänz (Schaggi Streuli) ist ein grundsolider, gutbürgerlicher Taxichauffeur, dessen ganze Liebe seiner Tochter Irma gilt. Um für sie sorgen zu können, hat er nicht wieder geheiratet, und um ihr das Medizinstudium zu finanzieren,  vermietet er ein Zimmer an Toni (Maximilian Schell), einen jungen vielversprechenden Fussballer vom Lande, der in das Mädchen verliebt ist. Toni kann jedoch mit den Verlockungen der Großstadt nicht umgehen, gerät in schlechte Gesellschaft und vernachlässigt Training und Abendkurse. Als er von seinem Fussballclub wegen fehlender Leistungen fallengelassen wird und daraufhin auch noch seine Stelle als Autoverkäufer verliert, bringt Bänz ihn auf Bitten Irmas hin bei dem Taxiunternehmen unter, für das er fährt. Doch Toni versagt auch hier. Er  macht immer wieder Schulden und fährt schliesslich nach Konstanz, um im Glücksspiel zu Geld zu kommen. Dabei verliert er alles. Schließlich wird er auch noch des Diebstahls verdächtigt. Für Bänz wie für Toni beginnt eine schwierige Zeit des Umdenkens. Und Irma spielt dabei eine entscheidende Rolle.

## Galerie
Alle Fotografien: Jack Metzger, Comet Photo, 1957

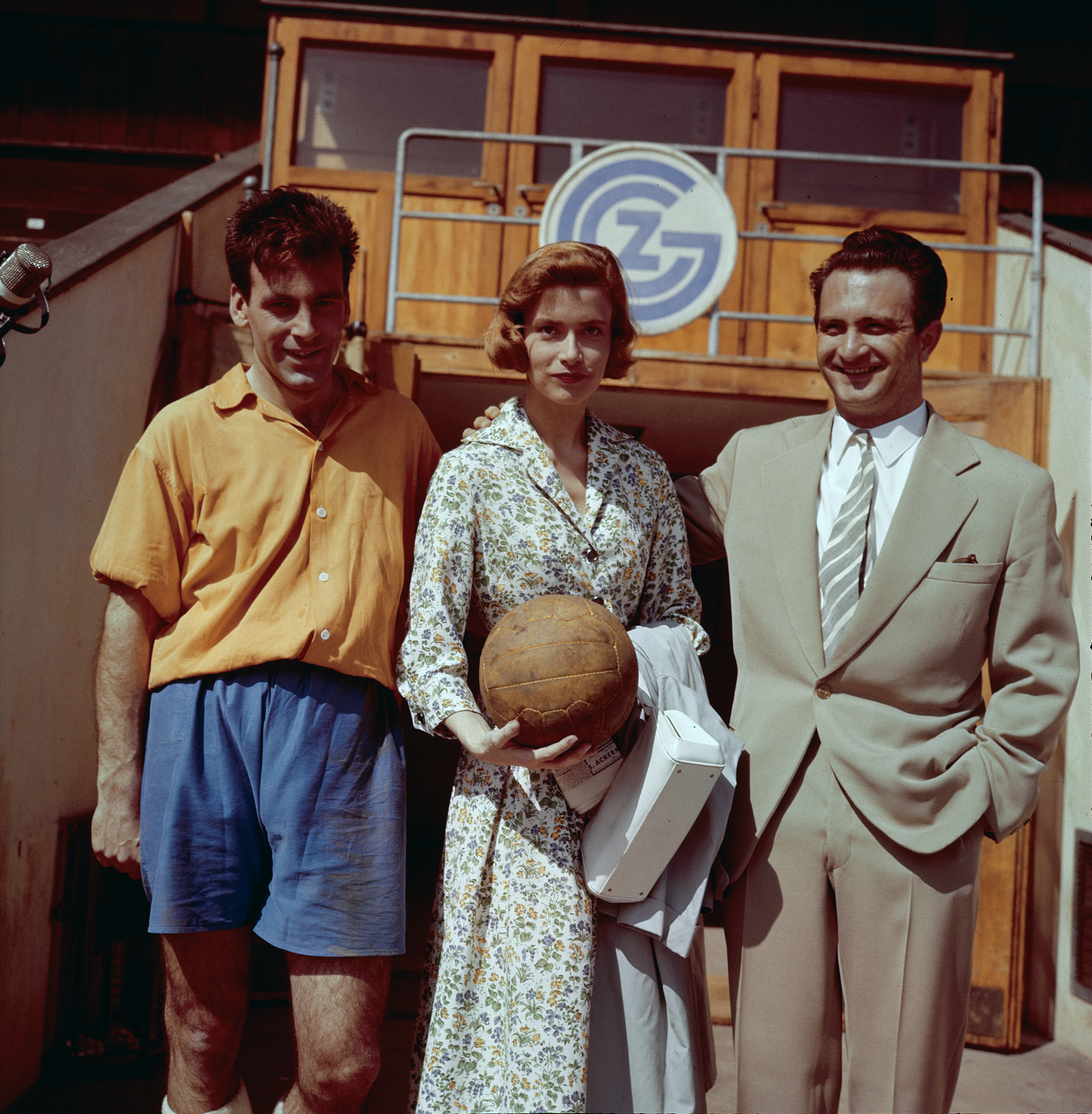
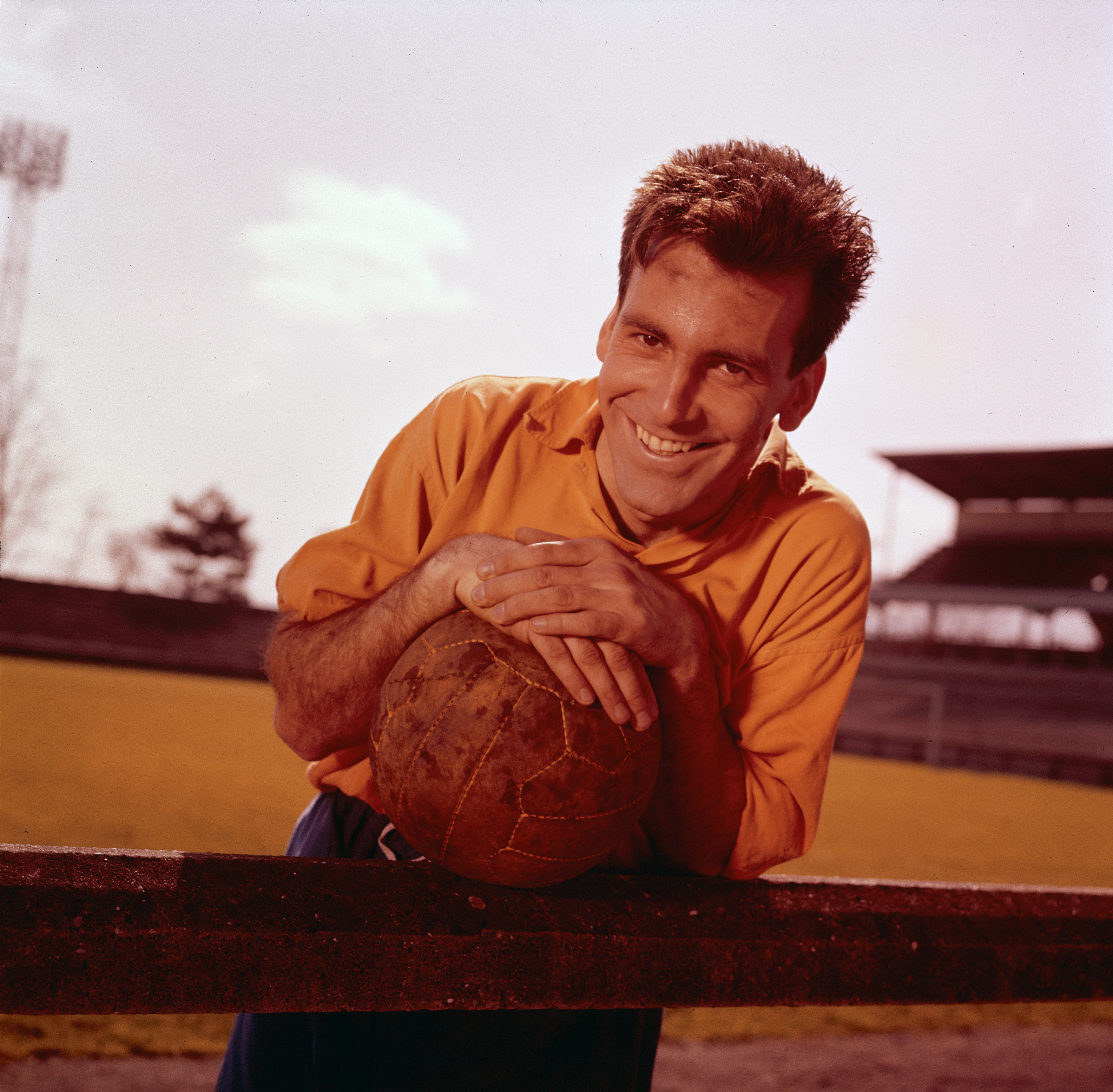
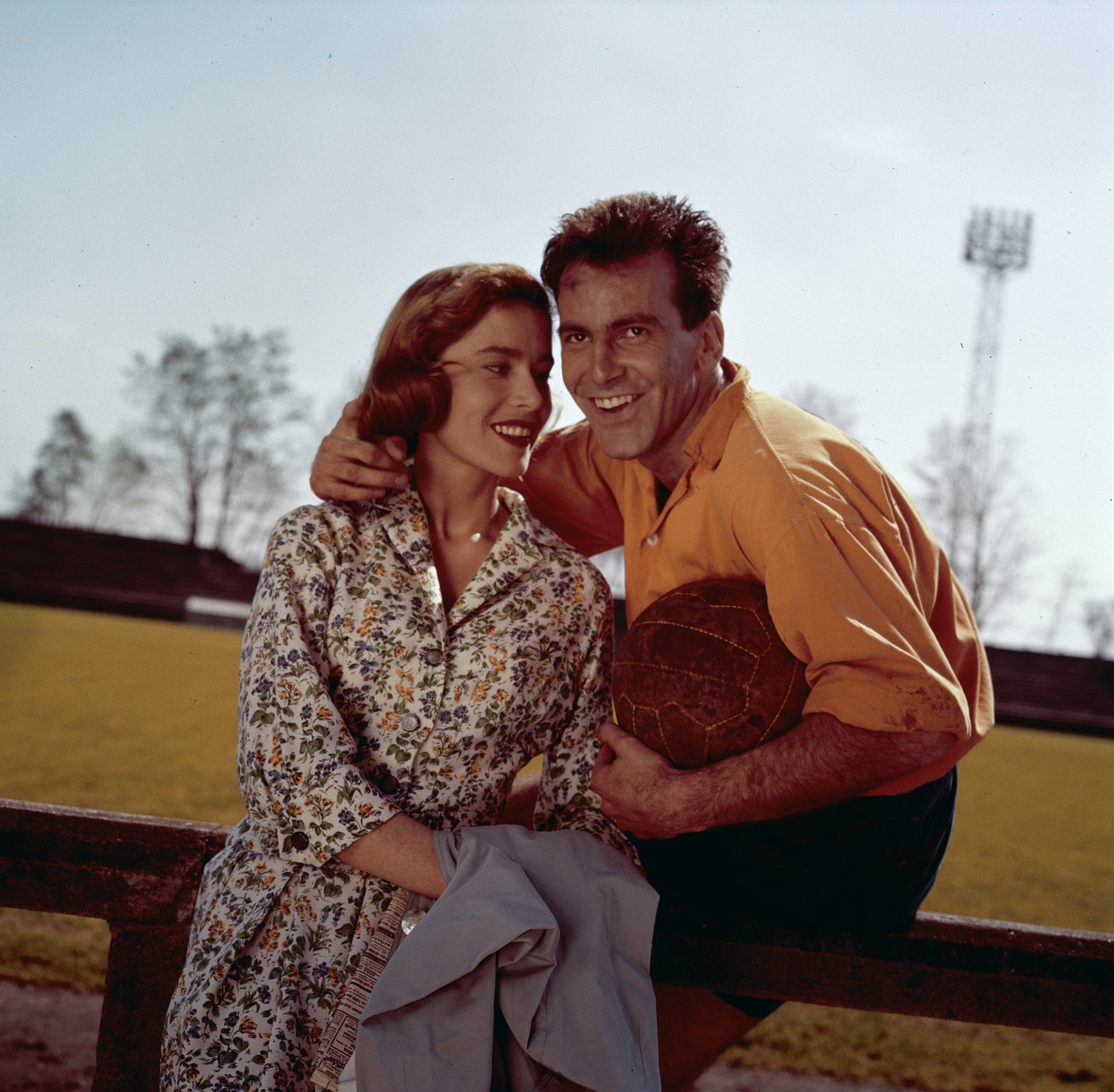
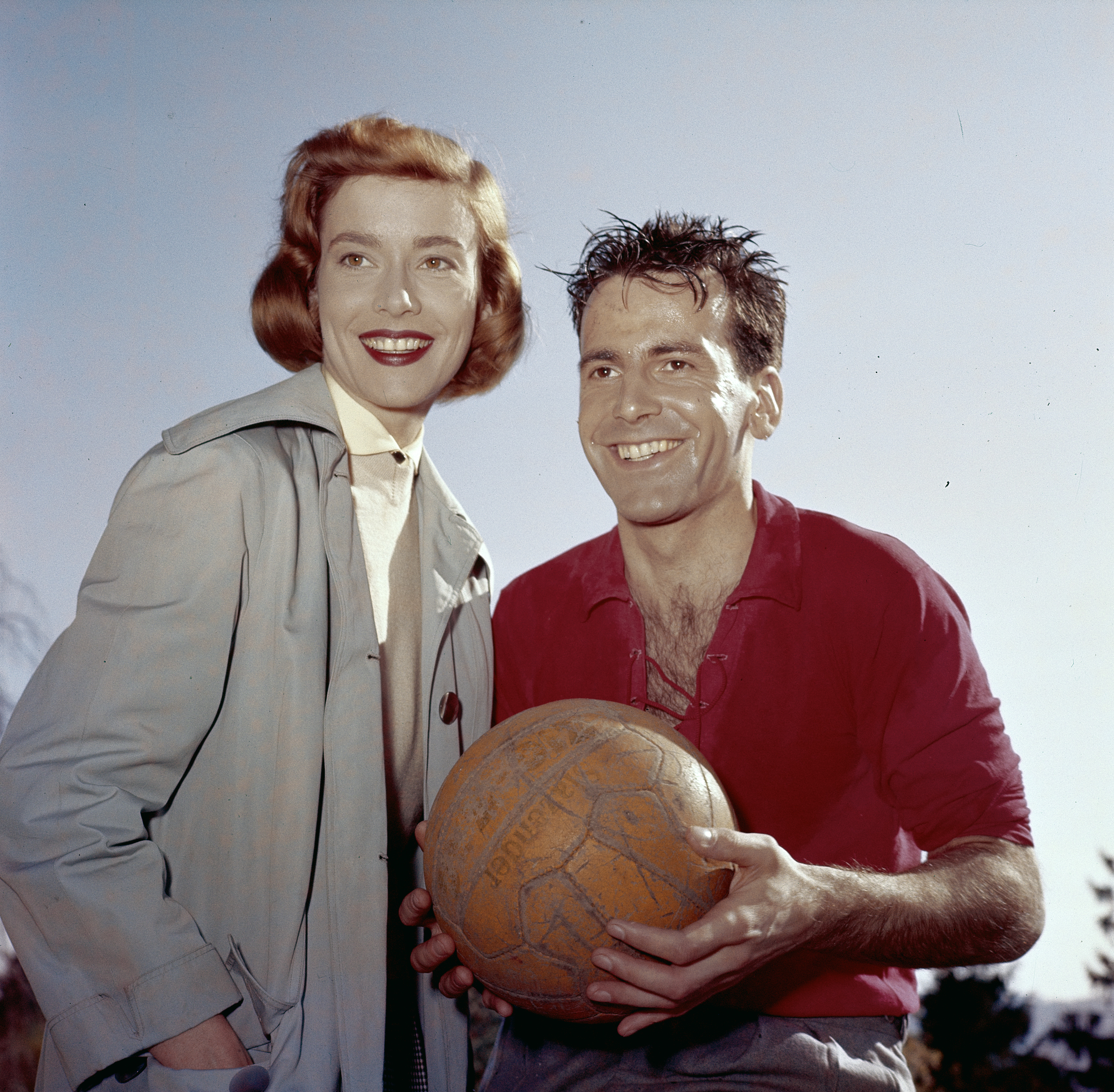
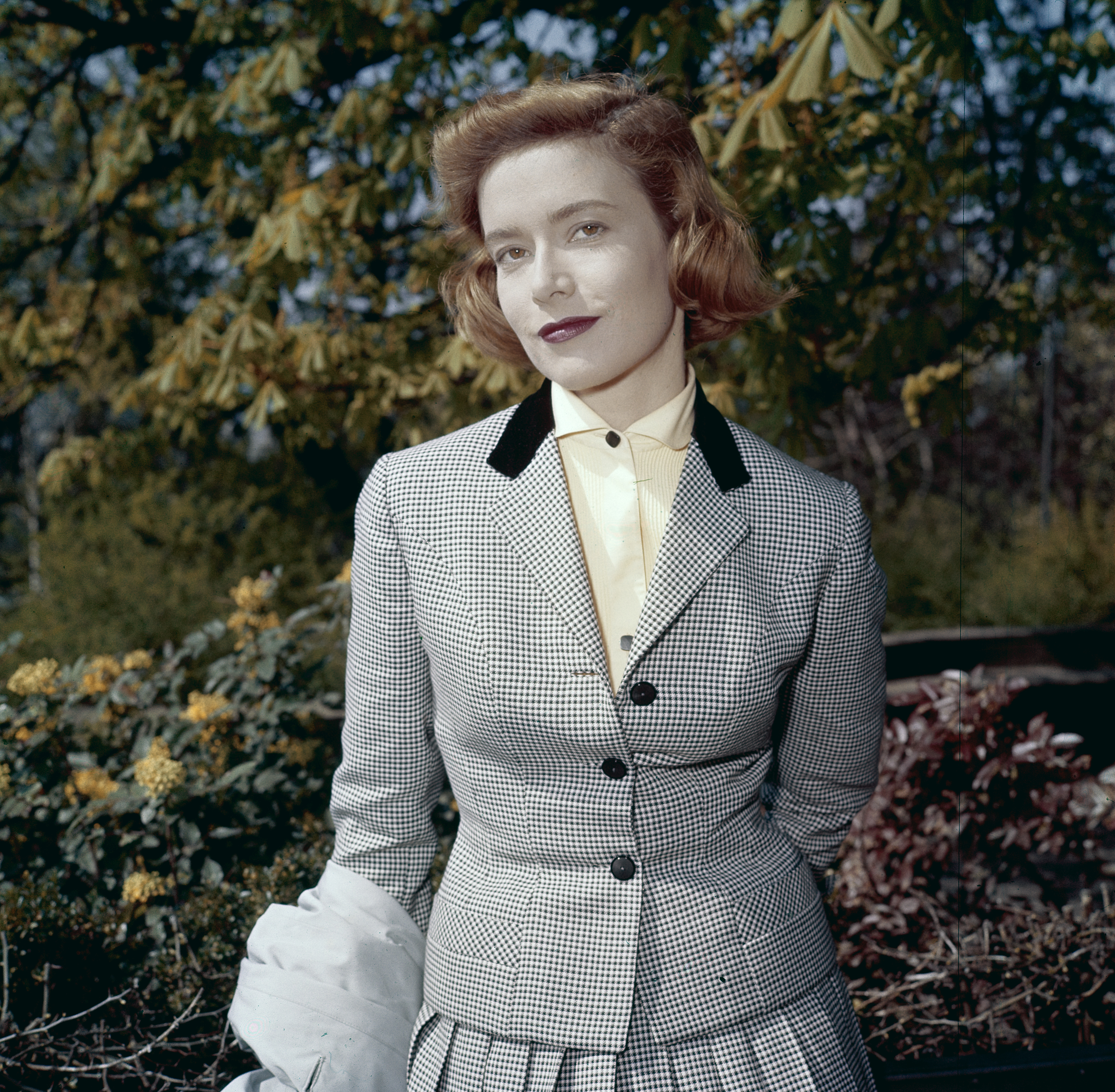
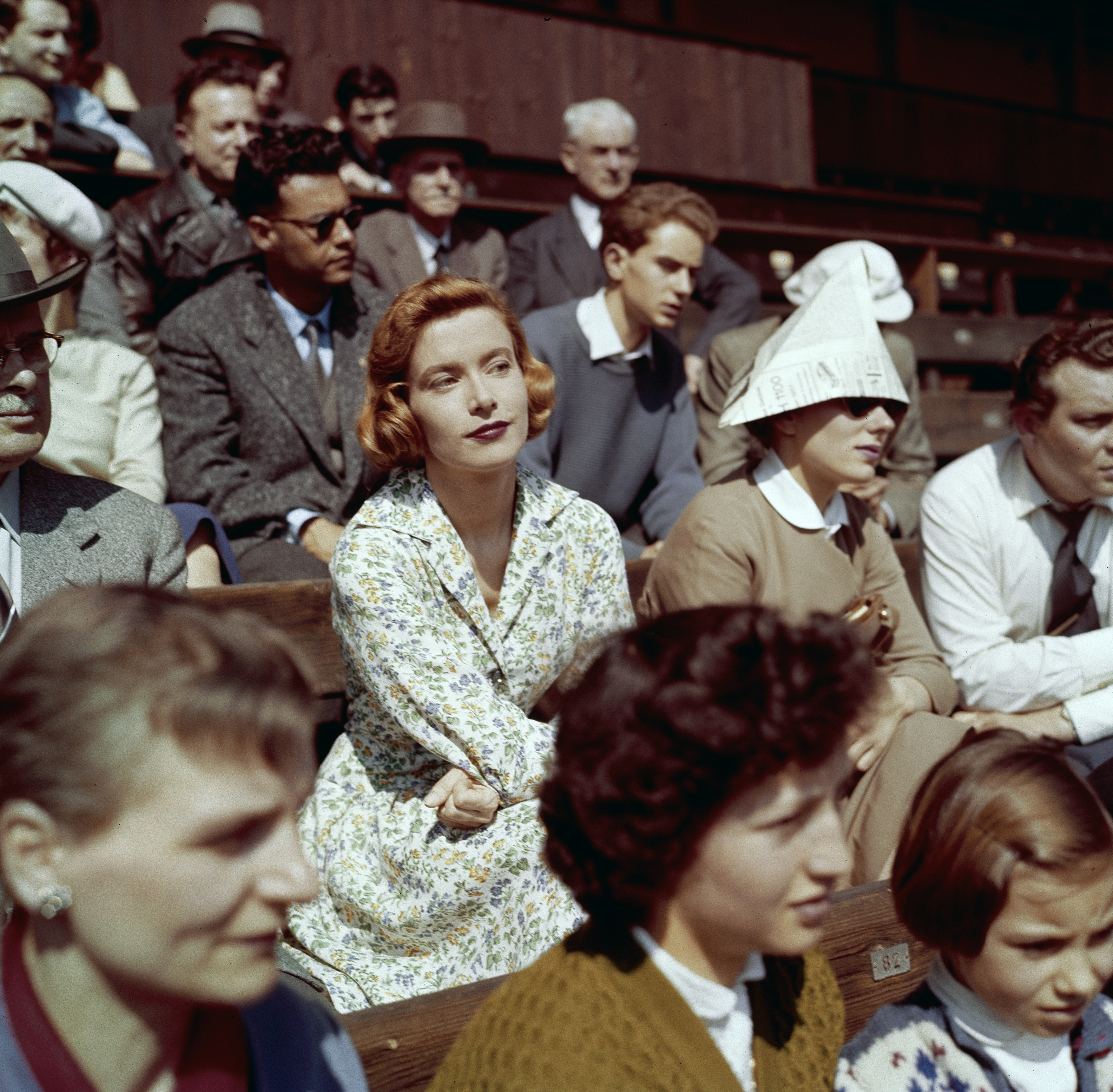
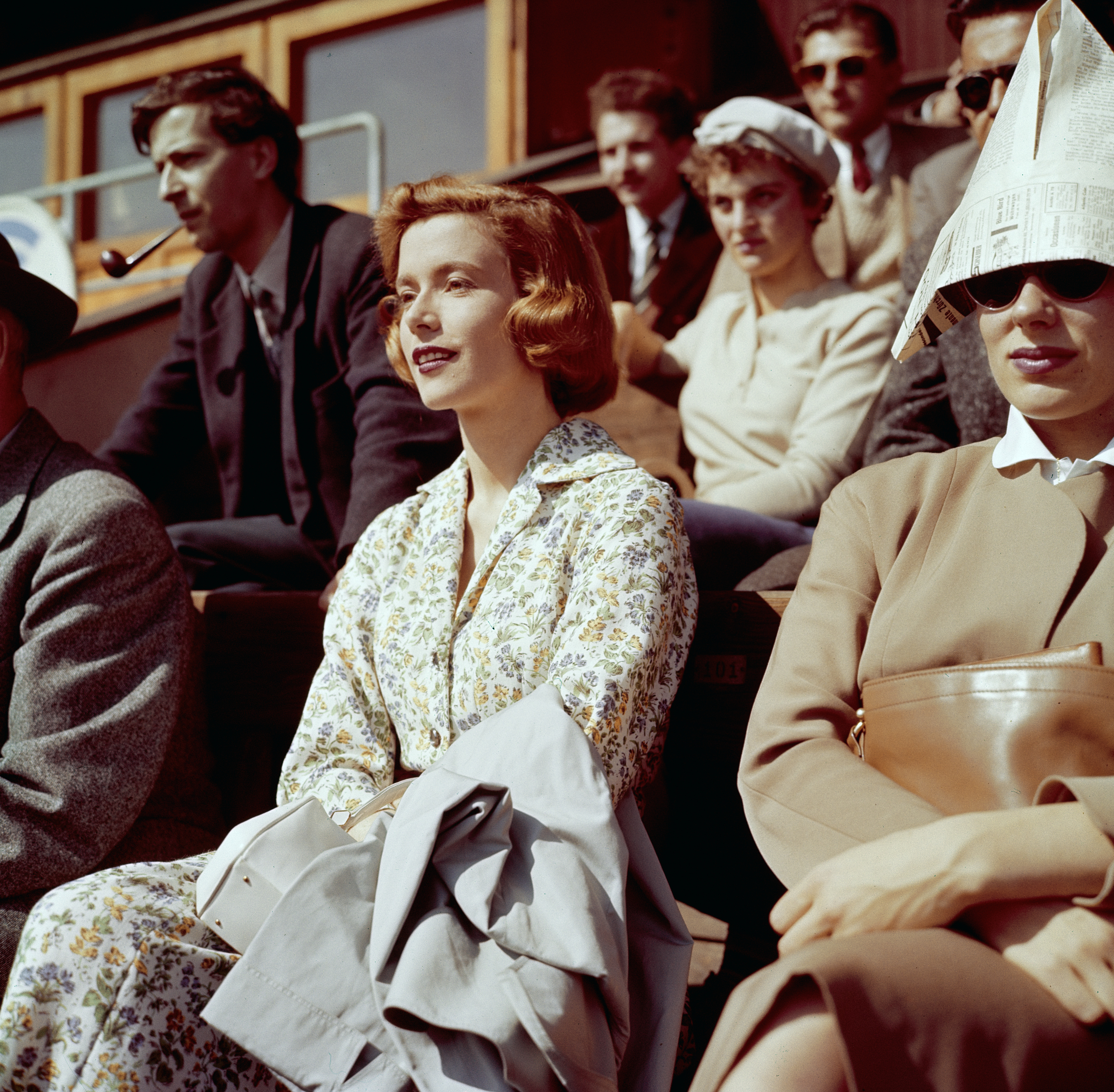

## Hintergrund
Das Bühnenbild entwarf Max Röthlisberger. Bei den Massenszenen assistierte Philippe Dériaz der Regie. An der Kamera stand Emil Berna. Die Filmmusik komponierte Robert Blum.
Taxichauffeur Bänz war der einzige Spielfilm des Theaterregisseurs Werner Düggelin. Bühnenschriftsteller Schaggi Streuli hat eine lange Reihe von Werken für die Bühne und für das Radio geschrieben. Einige der Stoffe wurden später auch zu Spielfilmen.
Taxichauffeur Bänz ist das einzige Werk, das Streuli direkt für die Leinwand schrieb.
Der Film wurde in der Schweiz am 26. Juni 1957 im Zürcher Kino „Urban“ uraufgeführt; in Westdeutschland lief er am 13. März 1983 im Fernsehen. Seither wurde er mehrfach wiederholt.
Praesens Film Zürich brachte Taxichauffeur Bänz in schweizerdeutscher Originalfassung in ihrer Edition Classic «Der gute Schweizer Film» als VHS-Video (Best.Nr. 320-D) heraus.

## Rezeption
In der Titelrolle brilliert der Volksschauspieler und Bühnenschriftsteller Schaggi Streuli, von dem auch das Drehbuch stammt. Maximilian Schell, geboren in Wien, aufgewachsen in Basel und Zürich und berühmt geworden in der Bundesrepublik, spielt den Toni. Es ist sein erster Film, den er in der Schweiz dreht: eine sehr sympathische Beschreibung des Schweizer Alltags in den 1950er Jahren, die auch wegen ihres Vertrauens in den Dialekt bemerkenswert ist. Heute gilt Taxichauffeur Bänz als ein Klassiker des Schweizer Kinos.
Evangelische Filmzentrale (1975): „Auch hier zeigt Schaggi Streuli das einfache Leben, aber nicht die wohlbehütete Familie, sondern den Drang nach Geld, nach immer mehr Geld. Um das zu erreichen, reisen Zürcher nach Konstanz, wo ihnen die Spielbank das Glück vorgaukelt. Das bittere Ende lässt nicht auf sich warten und dient uns zur Warnung.“ (zit. nach Aeppli 1976)
Künstlerisch war Taxichauffeur Bänz allerdings ein Misserfolg. Auch die Presse machte keinen Hehl daraus, dass ihr die Streuli-Biederkeit zum Hals heraus hing.
«...die Biederkeit, die seine Rollen vermittelten, verlor Ende der 50er Jahre an Begeisterungsfähigkeit seitens des Publikums.» (Staedteli bei cyrano.ch)
Polizist Wäckerli, Oberstadtgass und Taxichauffeur Bänz waren zwar «formal perfekt gedrehte, inhaltlich aber unkritische und dem alten Gesellschaftsbild verhaftete Filme...» (Roos S. 404)
Ungenannter Kritiker bei kabeleins.de «So sieht’s aus» über Taxichauffeur Bänz:
«Nach ‹Polizist Wäckerli› und ‹Oberstadtgasse› der dritte Teil eines Bilderbogens aus dem Schweizer Alltag; sympathische Unterhaltung, die jedoch die Wirklichkeit verniedlicht.»